# Лаий
Лаий, или Лай (др.-греч. Λάϊος), — персонаж древнегреческой мифологии.
Царь Фив, сын Лабдака, муж Иокасты, отец Эдипа. Когда отец погиб, Лаию был 1 год. Позже изгнан из Фив близнецами Зетом и Амфионом.
Скрываясь от узурпаторов фиванского трона Амфиона и Зета, Лаий нашёл гостеприимство и убежище у Пелопа, царя города Писатиды и сына Тантала. Над Пелопом тяготело проклятие из-за того, что и трон, и свою жену Гипподамию он получил благодаря вероломству. Больше всего на свете Пелоп любил своего младшего сына Хрисиппа. Когда Лаий учил Хрисиппа езде на колеснице, он влюбился в юношу и похитил его. Лаий обманом увёз его в Фивы, за что, в свою очередь, был проклят Пелопом (в другой версии мифа Хрисиппа убивают его старшие братья).
После смерти Амфиона воцарился в Фивах. Женился на дочери Менекея Иокасте (или Эпикасте). Проклятие Пелопа привело к тому, что брак Лаия оказался бесплодным. Отправившись за советом в Дельфы, Лаий получил от оракула Аполлона предсказание: Лаий может зачать сына, но тогда ему суждено погибнуть от него. Бог устами оракула трижды запретил Лаию иметь детей. Не желая этого, Лаий отказался от мысли иметь детей, но однажды, опьянев, всё же оплодотворил свою жену. Опасаясь предсказания, Лаий повелел слуге бросить младенца Эдипа на горе Киферон, однако слуга из жалости ослушался и отдал младенца пастухам.
Выросший Эдип, не зная о своём происхождении, получил предсказание о том, что ему суждено убить своего отца, и в ужасе бежал от своих приёмных родителей. Лаий, проезжая на колеснице через область Фокиды с четырьмя спутниками, был в ссоре убит Эдипом Это было на Схисте (Перекрёстке дорог), там находилась могила Лаия и его раба. Либо могила Лаия и вестника были на горе Лафистий.
Действующее лицо трагедии Эсхила «Лаий» (фр. 387а Радт) и трагедии Ликофрона «Лаий», комедии Платона «Лаий», трагедии Еврипида «Хрисипп».